# Пагајски игличави пацов
Пагајски игличави пацов (лат. Maxomys pagensis) је врста глодара из породице мишева (лат. Muridae).

## Распрострањење
Индонежанска Ментавејска острва: Јужни Пагај, Северни Пагај, Сиберут и Сипора су једино познато природно станиште врсте.

## Станиште
Пагајски игличави пацов има станиште на копну.

## Угроженост
Ова врста се сматра угроженом.

### Популациони тренд
Популација ове врсте се смањује, судећи по расположивим подацима.